# Природні радіоактивні матеріали
Природні радіоактивні матеріали (НОРМ) та технологічно вдосконалені природні радіоактивні матеріали (ТЕРМ) (англ. Naturally occurring radioactive materials (NORM) and technologically enhanced naturally occurring radioactive materials (TENORM)) складаються з матеріалів, зазвичай промислових відходів або побічних продуктів, збагачених радіоактивними елементами, які є в довкіллі, такими як уран, торій та калій-40 (довгоживучий бета-випромінювач, що є частиною природного калію на Землі), та будь-якими продуктами ланцюгів розпаду перших двох, такими як радій та радон. Скиди та розливи пластової води є гарним прикладом потрапляння НОРМ у довкілля.
Природні радіоактивні елементи присутні в дуже низьких концентраціях у земній корі та потрапляють на поверхню внаслідок діяльності людини, такої як розвідка нафти та газу, буріння для отримання геотермальної енергії або видобуток корисних копалин, а також через природні процеси, такі як витік газоподібного радону в атмосферу або розчинення в ґрунтових водах. Іншим прикладом ТЕРМ є вугільна зола, що утворюється внаслідок спалювання вугілля на електростанціях. Якщо радіоактивність значно вища за фоновий рівень, поводження з ТЕРМ може спричинити проблеми в багатьох галузях промисловості та на транспорті. Якщо мінерал містить природний радіоактивний матеріал, хвости можуть мати вищу концентрацію радіоактивної речовини, ніж руда. За масою, мабуть, найбільшим прикладом такого матеріалу є фосфогіпс, де сульфат радію залишається разом з гіпсом, що утворюється в результаті обробки апатиту сірчаною кислотою для отримання фосфорної кислоти. Іншим прикладом є видобуток рідкісноземельних металів, де такі руди, як монацит, можуть містити торій та продукти його розпаду, які згодом виявляються збагаченими у хвостах.

## NORM у розвідці нафти і газу
TENORM та/або NORM у нафтогазових породах утворюються в процесі виробництва, коли рідини, що видобуваються з резервуарів, переносять сульфати на поверхню земної кори. Деякі штати, такі як Північна Дакота, використовують термін «дифузний NORM». Сульфати барію, кальцію та стронцію є більшими сполуками, а менші атоми, такі як радій-226 та радій-228, можуть поміститися в порожні простори сполуки та переноситися через видобуті рідини. Коли рідини наближаються до поверхні, зміни температури та тиску призводять до осадження сульфатів барію, кальцію, стронцію та радію з розчину та утворення накипу на внутрішній або іноді на зовнішній стороні труб та/або обсадної колони. Використання труб у виробничому процесі, забруднених NORM, не створює небезпеки для здоров'я, якщо накип знаходиться всередині труб, а труби залишаються у свердловині. Підвищені концентрації радію-226 та 228, а також дочірніх продуктів, таких як свинець-210, також можуть виникати в шламі, що накопичується в шахтах нафтопромислів, резервуарах та лагунах. Газоподібний радон у потоках природного газу концентрується у вигляді NORM під час газопереробних робіт. Радон розпадається на свинець-210, потім на бісмут-210, полоній-210 та стабілізується зі свинцем-206. Елементи розпаду радону утворюються у вигляді блискучої плівки на внутрішній поверхні впускних трубопроводів, очисних установок, насосів та клапанів, пов'язаних із системами обробки пропілену, етану та пропану.
Характеристики NORM залежать від характеру відходів. НОРМ може утворюватися в кристалічній формі, яка є крихкою та тонкою, і може спричиняти розшарування трубчастих матеріалів. НОРМ, що утворюється в карбонатній матриці, може мати густину 3,5 грама/кубічний сантиметр, і це необхідно враховувати під час пакування для транспортування. Луска НОРМ може бути білою або коричневою твердою речовиною, або густим шламом до твердих, сухих пластівчастих речовин. НОРМ також може бути знайдений у пластових водах, що піддаються видобутку нафти та газу.
Різання та розсвердлювання труб нафтопромислових труб, видалення твердих речовин з резервуарів та шахт, а також ремонт газопереробного обладнання можуть піддавати працівників впливу частинок, що містять підвищений рівень альфа-випромінюючих радіонуклідів, які можуть становити загрозу для здоров'я при вдиханні або проковтуванні.
НОРМ зустрічається в багатьох галузях промисловості, включаючи
- Вугільну промисловість (гірничодобувна промисловість та спалювання)
- Видобуток та плавка металів
- Мінеральні піски (рідкісноземельні мінерали, титан та цирконій)
- Промисловість добрив (фосфатів)
- Будівельну промисловість

## Інтернет-ресурси
- North Dakota Department of Health
- NORM Technology Connection, Interstate Oil and Gas Compact Commission
- Radiation Quick Reference Guide, Domestic Nuclear Detection Office
- Naturally Occurring Radioactive Materials from the World Nuclear Association
- UK guidance on Radioactive Substances Regulation For the Environmental Permitting (England and Wales) Regulations 2010:Defra